# 一本松站 (埼玉縣)

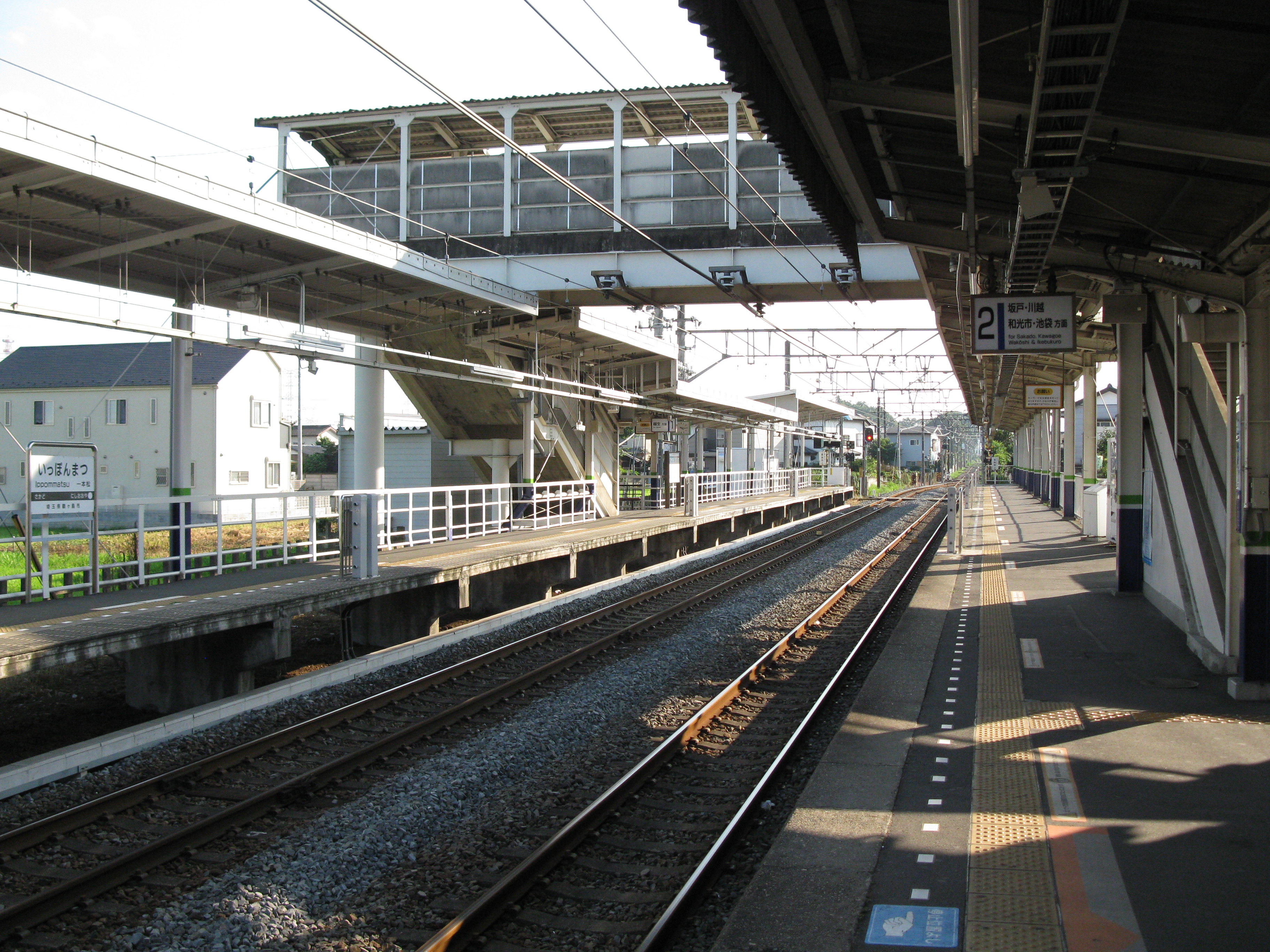
月台（2009年8月）

一本松站（日语：／ Ippommatsu eki */?），是一個位於埼玉縣鶴島市大字中新田80番地3，屬於東武鐵道越生線的鐵路車站。車站編號是TJ 41。

## 車站結構
對向式月台2面2線的地面車站，可進行列車交會。設有自動閘機。
站舍位於坂戶方向月台南端，與越生方向月台之間以跨線天橋。廁所設於坂戶方向月台側。

### 月台配置
| 月台 | 路線   | 方向 | 目的地                               |
| ---- | ------ | ---- | ------------------------------------ |
| 1    | 越生線 | 下行 | 越生方向                             |
| 2    | 越生線 | 上行 | 坂戶、 東上線 川越、和光市、池袋方向 |

## 使用情況
2016年度1日平均上下車人次為4,225人。
近年1日平均上下車人次與上車人次的推移如下表。
| 年度               | 1日平均 上下車人次 | 1日平均 上車人次 |
| ------------------ | ------------------ | ---------------- |
| 2003年（平成15年） | 4,264              |                  |
| 2004年（平成16年） | 4,271              |                  |
| 2005年（平成17年） | 4,257              |                  |
| 2006年（平成18年） | 4,260              |                  |
| 2007年（平成19年） | 4,085              |                  |
| 2008年（平成20年） | 4,125              |                  |
| 2009年（平成21年） | 4,043              |                  |
| 2010年（平成22年） | 4,176              |                  |
| 2011年（平成23年） | 4,027              |                  |
| 2012年（平成24年） | 4,062              |                  |
| 2013年（平成25年） | 4,092              |                  |
| 2014年（平成26年） | 4,041              |                  |
| 2015年（平成27年） | 4,157              |                  |
| 2016年（平成28年） | 4,225              |                  |

## 相鄰車站
東武鐵道
 越生線
坂戶（TJ 26）－一本松（TJ 41）－西大家（TJ 42）

## 外部連結
- 一本松（車站資訊） - 東武鐵道